# Gleby mułowe
Gleby mułowe – występują w obszarach zalewanych okresowo (telmatycznych) lub stale (limnetycznych). Warunkiem ich powstania jest okresowa aeracja stymulująca proces humifikacji materii organicznej pochodzenia roślinnego. Są to gleby o intensywnych procesach biologicznych i dużej troficzności, wyrażających się dużą produkcją biomasy oraz dużym tempem jej rozkładu.
Akumulacja organicznego utworu glebowego jest niewielka, szczególnie w siedliskach telmatycznych, ok. 0,1 mm/rok. W siedliskach limnetycznych powstawanie mułów jest uwarunkowane natlenieniem wody, co związane jest z rozwojem megaplanktonu. Przy braku natlenienia odkłada się torf. Różnica między torfem a mułem polega na tym, że w mule znajduje się minimalna ilość niezhumifikowanego włókna roślinnego oraz znaczna ilość osadzonej zawiesiny mineralnej, tworzącej z humusem związki organiczno-mineralne. W przypadku okresowego zmniejszenia się natlenienia i zmniejszenia humifikacji resztek roślinnych powstają utwory torfopodobne lub torfy, charakterystyczne dla gleb torfowo-mułowych. Do mułów limnetycznych należy także gytia, powstająca w jeziorach z udziałem planktonu i fauny bentosu.